# Mornington Peninsula Shire
Koordinaten: 38° 21′ S, 144° 55′ O

Mornington Peninsula Shire ist ein lokales Verwaltungsgebiet (LGA) im australischen Bundesstaat Victoria. Mornington Peninsula gehört zur Outer Metropolitan Area von Melbourne, dem äußeren Großstadtgebiet der Hauptstadt Victorias. Das Gebiet ist 720 km² groß und hat etwa 150.000 Einwohner.
Mornington Peninsula liegt 48 bis 100 km vom Stadtzentrum entfernt und ist der südlichste Teil Melbournes. Die Halbinsel bildet auch den südlichen Abschluss der Port Phillip Bay und trennt sie von der Western Port Bay östlich des Shires. Sie enthält 37 Stadtteile und Ortschaften: Arthurs Seat, Balnarring, Balnarring Beach, Baxter, Bittern, Blairgowrie, Boneo, Cape Schanck, Crib Point, Dromana, Flinders, Hastings, HMAS Cerberus, McCrae, Main Ridge, Merricks, Merricks Beach, Merricks North, Moorooduc, Mornington, Mount Eliza, Mount Martha, Point Nepean, Point Leo, Portsea, Red Hill, Red Hill South, Rosebud, Rosebud West, Rye, Safety Beach, Shoreham, Somers, Somerville, Sorrento, Tootgarook und Tyabb. Der Sitz des Shire Councils befindet sich in Rosebud am Südrand der Port Phillip Bay, das etwa 11.000 Einwohner hat.
In Sorrento auf dem äußersten Ausläufer der Halbinsel wurde 1803 die erste Siedlung von Europäern in Victoria gegründet, die aber wegen Mangels an trinkbarem Wasser bald wieder aufgegeben wurde.
Die meisten Ortschaften des Shires reihen sich entlang des Strandes an der Port-Phillip-Bucht. Entlang der beiden Buchten und der Bass Strait verfügt die Halbinsel über 190 km Strand und ist das Freizeit- und Naherholungsgebiet der Melbourner mit ausgiebigen Bade- und Wassersportmöglichkeiten. So ist Portsea bei Sporttauchern sehr beliebt, Point Leo am Western Port und Teile der Südküste sind beliebte Surfgebiete, in Somers befindet sich einer der größten Yacht-Clubs der Western-Port-Bucht.
Traurige Berühmtheit erlangte der Cheviot Beach an der Südwestspitze der Halbinsel, dem Point Nepean in Portsea. Im Dezember 1967 verschwand der damalige australische Premierminister Harold Holt dort beim Schwimmen in der starken Strömung spurlos und musste für tot erklärt werden.
Der im Hinterland von Dromana gelegene Arthurs Seat, ein 305 m hoher Hügel hinter den Küstenstädtchen, ist ein viel besuchter Aussichtspunkt über die Bucht und die Halbinsel. Attraktionen sind eine Sesselliftbahn über den Hügel, mit 40 min Fahrzeit die längste Victorias, sowie mehrere Themengärten und Labyrinthe.
Im hügeligen Innenland der Halbinsel wird auch Weinanbau betrieben. Etwa 60 Winzer haben sich hier niedergelassen.
Das ebenfalls im Hinterland gelegene Tyabb ist bekannt für seine zahlreichen Handwerkerläden von Schmieden und Töpfern über Schneider bis hin zu Malern und Juwelieren. In Tyabb gibt es auch das angeblich größte Antiquitätengeschäft Australiens.
Am südlichsten Punkt der Mornington Peninsula, dem Cape Schanck, steht der nach dem Turm von Cape Otway zweitälteste Leuchtturm Victorias. Zusammen mit dem Turm von Cape Wickham im Norden der King Island bilden sie ein Dreieck, das per Licht- und Funksignal zur Navigation durch die Bass-Straße dient.
Am Südwestende des Western Port befindet sich mit HMAS Cerberus die größte Ausbildungskaserne der australischen Marine, wo jährlich etwa 6.000 Rekruten unterrichtet werden, zusammen mit einem öffentlichen Marinemuseum.

## Verwaltung
Der Mornington Peninsula Shire Council hat elf Mitglieder, die von den Bewohnern der elf Wards gewählt werden. Diese elf Bezirke (Balcombe, Cerberus, Kangerong, Mornington, Mount Eliza, Point Nepean, Red Hill, Rosebud, Rye, Truemans und Watsons) sind unabhängig von den Stadtteilen festgelegt. Aus dem Kreis der Councillor rekrutiert sich auch der Mayor (Bürgermeister) des Councils.

## Städtepartnerschaft
- Lospalos, Osttimor